# The Concretes (album)
The Concretes je první studiová deska stejnojmenné švédské indie popové kapely, vydaná poprvé v roce 2003.

## Seznam skladeb
- Hudba – The Concretes
- Texty – Victoria Bergsman

1. "Say Something New" – 3:48
2. "You Can't Hurry Love" – 2:02
3. "Chico" – 5:07
4. "New Friend" – 4:11
5. "Diana Ross" – 3:42
6. "Warm Night" – 3:37
7. "Foreign Country" – 1:45
8. "Seems Fine" – 2:12
9. "Lovin Kind" – 5:35
10. "Lonely As Can Be" – 3:32
11. "This One's For You" – 7:06

## Členové The Concretes
- Victoria Bergsman
- Maria Eriksson
- Martin Hansson
- Ulrik Karlsson
- Lisa Milberg
- Per Nyström
- Ludvig Rylander
- Daniel Värjö

### Honorary Concretes
- Erik Bünger – vokály
- Nicolai Dunger – backing vocals
- Jari Haapalainen – perkuse a mandolina
- Tomas Hallonsten – piáno
- Malte Homberg – vokály
- Christian Hörgren – různé smyčcové nástroje
- Irene Kastner – harfa
- Peter Nyhlin – backing vocals
- Anne Pajunen – viola
- Thomas Ringquist – viola
- Anna Rodell – housle
- Jonna Sandell – housle